# Danh sách trò chơi điện tử
Đây là danh sách tất cả trò chơi điện tử trên Wikipedia, được sắp xếp theo các phân loại khác nhau.

## Theo hệ máy

### Acorn
- Danh sách trò chơi Acorn Electron

### Táo
- Danh sách trò chơi Apple II
- Danh sách trò chơi Apple IIGS
- Danh sách trò chơi iOS
- Danh sách trò chơi Macintosh

### Amstrad
- Danh sách trò chơi Amstrad CPC
- Danh sách trò chơi Amstrad PCW

### Atari
- Danh sách trò chơi Atari 2600
- Danh sách trò chơi Atari 5200
- Danh sách trò chơi Atari 7800
- Danh sách trò chơi Atari Jaguar
- Danh sách trò chơi Atari Jaguar CD
- Danh sách trò chơi Atari Lynx
- Danh sách trò chơi Atari ST
- Danh sách trò chơi Atari XEGS

### Bandai
- Danh sách trò chơi Bandai RX-78
- Danh sách trò chơi Bandai Super Vision 8000
- Danh sách trò chơi Design Master Senshi Mangajukuu
- Danh sách trò chơi Playdia
- Danh sách trò chơi Pippin
- Danh sách trò chơi Terebikko
- Danh sách trò chơi WonderSwan
- Danh sách trò chơi WonderSwan Color

### Casio
- Danh sách trò chơi Casio Loopy
- Danh sách trò chơi Casio PV-1000

### Commodore
- Danh sách trò chơi Commodore PET
- Danh sách trò chơi Amiga
- Danh sách trò chơi Amiga CD32
- Danh sách trò chơi Commodore 64
- Danh sách trò chơi VIC-20

### Fujitsu
- Danh sách trò chơi FM Towns

### Google
- Danh sách trò chơi Android
- Danh sách trò chơi trên Stadia

### Leapfrog
- Danh sách trò chơi ClickStart
- Danh sách trò chơi Leapfrog Didj
- Danh sách trò chơi Leapfrog Leapster
- Danh sách trò chơi Leapster Explorer của Leapfrog

### Linux
- Danh sách trò chơi Linux

### Mattel
- Danh sách trò chơi Aquarius
- Danh sách trò chơi HyperScan
- Danh sách trò chơi Intellivision
- Danh sách trò chơi Pixter

### Microsoft

#### DOS và Windows
- Chỉ mục trò chơi DOS
- Danh sách trò chơi Windows 3.x
- Chỉ mục trò chơi Windows
  - Danh sách trò chơi dành cho Windows
    - Danh sách trò chơi dành cho Windows – Tiêu đề trực tiếp
    - Danh sách trò chơi Windows theo yêu cầu

  - Danh sách trò chơi Xbox Live trên Windows 8.x
  - Danh sách trò chơi Xbox Live trên Windows 10
  - Danh sách trò chơi Xbox Live trên Windows Phone

#### MSX
- Danh sách trò chơi MSX

#### Xbox
- Danh sách trò chơi Xbox
  - Danh sách trò chơi Xbox System Link
- Danh sách trò chơi Xbox 360
  - Danh sách trò chơi Xbox 360 (A–L)
  - Danh sách trò chơi Xbox 360 (M–Z)
  - Danh sách trò chơi Xbox 360 System Link
  - Danh sách trò chơi Xbox tương thích với Xbox 360
- Danh sách trò chơi Xbox One
  - Danh sách trò chơi Xbox One (A–L)
  - Danh sách trò chơi Xbox One (M–Z)
  - Danh sách trò chơi tương thích ngược cho Xbox One
  - Danh sách trò chơi nâng cao Xbox One X
- Danh sách trò chơi Xbox Series X

### NEC
- Danh sách trò chơi PC-FX
- Danh sách trò chơi TurboGrafx-16

### Nintendo

#### Máy chơi game gia đình Nintendo
- Danh sách trò chơi Famicom
- Danh sách trò chơi Famicom Disk System
- Danh sách trò chơi Hệ thống giải trí Nintendo
- Danh sách trò chơi Super Nintendo Entertainment System
  - Danh sách phát sóng Satellaview
- Danh sách trò chơi Virtual Boy
- Danh sách trò chơi Nintendo 64
- Danh sách trò chơi GameCube
- Danh sách trò chơi Wii
  - Danh sách trò chơi WiiWare
  - Danh sách trò chơi Virtual Console cho Wii (Nhật Bản)
  - Danh sách trò chơi Virtual Console dành cho Wii (Bắc Mỹ)
  - Danh sách trò chơi Virtual Console dành cho Wii (khu vực PAL)
  - Danh sách trò chơi Virtual Console cho Wii (Hàn Quốc)
- Danh sách trò chơi Wii U
  - Danh sách trò chơi Wii trên Wii U eShop
  - Danh sách trò chơi Virtual Console cho Wii U (Nhật Bản)
  - Danh sách trò chơi Virtual Console dành cho Wii U (Bắc Mỹ)
  - Danh sách trò chơi Virtual Console dành cho Wii U (khu vực PAL)
- Danh sách trò chơi Nintendo Switch

#### Máy chơi game cầm tay Nintendo
- Danh sách trò chơi Game & Watch
- Danh sách trò chơi Game Boy
  - Danh sách trò chơi Game Boy nhiều người chơi
- Danh sách trò chơi Game Boy Color
  - Danh sách trò chơi Super Game Boy
- Danh sách trò chơi Game Boy Advance
- Danh sách trò chơi Nintendo DS
  - Danh sách trò chơi và ứng dụng DSiWare
- Danh sách trò chơi Nintendo 3DS
  - Danh sách trò chơi Virtual Console dành cho Nintendo 3DS (Nhật Bản)
  - Danh sách trò chơi Virtual Console dành cho Nintendo 3DS (Bắc Mỹ)
  - Danh sách trò chơi Virtual Console dành cho Nintendo 3DS (khu vực PAL)
  - Danh sách trò chơi Virtual Console dành cho Nintendo 3DS (Hàn Quốc)
  - Danh sách trò chơi Virtual Console dành cho Nintendo 3DS (Đài Loan và Hồng Kông)
- Danh sách trò chơi Pokémon Mini

### Phillips
- Danh sách trò chơi CD-i
- Danh sách trò chơi Magnavox Odyssey²

### Sega
- Danh sách trò chơi SG-1000
- Danh sách trò chơi Master System
  - Danh sách 131 trò chơi TecToy Master System
- Danh sách trò chơi Sega Genesis
  - Danh sách trò chơi 32X
  - Danh sách trò chơi Sega CD
- Danh sách trò chơi Game Gear
- Danh sách trò chơi Sega Pico
  - Danh sách trò chơi Pico Beena nâng cao
- Danh sách trò chơi Sega Saturn
- Danh sách trò chơi Dreamcast

### Sinclair
- Danh sách trò chơi ZX Spectrum

### SNK
- Danh sách trò chơi Neo Geo
- Danh sách trò chơi Neo Geo Pocket Color

### Sony
- Danh sách trò chơi PlayStation
  - Danh sách trò chơi PlayStation (A–L)
  - Danh sách trò chơi PlayStation (M–Z)
  - Danh sách PS one Classics
- Danh sách game PlayStation 2
  - Danh sách trò chơi PlayStation 2 (A–K)
  - Danh sách trò chơi PlayStation 2 (L–Z)
- Danh sách game PlayStation 3
  - Danh sách trò chơi PlayStation 3 (A–C)
  - Danh sách trò chơi PlayStation 3 (D–I)
  - Danh sách trò chơi PlayStation 3 (J–P)
  - Danh sách trò chơi PlayStation 3 (Q–Z)
  - Danh sách PlayStation 2 Classics cho PlayStation 3
- Danh sách trò chơi PlayStation 4
  - Danh sách trò chơi PlayStation 4 (A–L)
  - Danh sách trò chơi PlayStation 4 (M–Z)
  - Danh sách trò chơi miễn phí trên PlayStation 4
  - Danh sách trò chơi PlayStation 2 cho PlayStation 4
  - Danh sách trò chơi PlayStation VR
- Danh sách trò chơi PlayStation 5
- Danh sách trò chơi PlayStation Portable
  - Danh sách trò chơi PlayStation Portable có thể tải xuống
  - Danh sách PlayStation mini
- Danh sách trò chơi PlayStation Vita
  - Danh sách trò chơi PlayStation Vita (A–D)
  - Danh sách trò chơi PlayStation Vita (E–H)
  - Danh sách trò chơi PlayStation Vita (I–L)
  - Danh sách trò chơi PlayStation Vita (M–O)
  - Danh sách trò chơi PlayStation Vita (P–R)
  - Danh sách trò chơi PlayStation Vita (S)
  - Danh sách trò chơi PlayStation Vita (T–V)
  - Danh sách trò chơi PlayStation Vita (W–Z)
- Danh sách trò chơi PlayStation Store
  - Danh sách trò chơi PlayStation Store TurboGrafx-16
- Danh sách trò chơi di động của Sony Pictures

### Tandy
- Danh sách trò chơi TRS-80

### VTech
- Danh sách trò chơi VTech CreatiVision
- Danh sách trò chơi VTech Socrates
- Danh sách trò chơi VTech V.Flash
- Danh sách trò chơi VTech V.Smile

### Các hệ máy khác
- Danh sách trò chơi 3DO
- Danh sách trò chơi TAction Max
- Danh sách trò chơi APF Imagination Machine
- Danh sách trò chơi arcade
- Danh sách trò chơi Arcadia 2001
- Danh sách trò chơi Bally Astrocade
- Danh sách trò chơi BBC Bridge Companion
- Danh sách trò chơi trình duyệt
- Danh sách trò chơi Cassette Vision
- Danh sách trò chơi ColecoVision
  - Danh sách trò chơi Coleco Adam
- Danh sách trò chơi Mega Duck của Creatronic
- Danh sách trò chơi Entex Select-A-Game
- Danh sách trò chơi Epoch Game Pocket Computer
- Danh sách trò chơi Fairchild Channel F
- Danh sách trò chơi Gakken Compact Vision TV Boy
- Danh sách trò chơi Gamate
- Danh sách trò chơi Game Master
- Danh sách trò chơi Game.com
- Danh sách trò chơi Gizmondo
- Danh sách trò chơi GP2X
- Danh sách trò chơi GP32 thương mại
- Danh sách trò chơi HP3000
- Danh sách trò chơi Interton VC 4000
- Danh sách trò chơi Kaypro
- Danh sách trò chơi Memorex VIS
- Danh sách trò chơi Mindset
- Danh sách trò chơi N-Gage
- Danh sách trò chơi Nichibutsu My Vision
- Danh sách trò chơi Nuon
- Danh sách trò chơi Ouya
- Danh sách trò chơi Palladium Tele-Cassetten
- Danh sách trò chơi PC
  - Danh sách trò chơi PC miễn phí
- Danh sách trò chơi PC Booter
- Danh sách trò chơi Pioneer LaserActive
- Danh sách trò chơi RCA Studio II
- Danh sách trò chơi SAM Coupé
- Danh sách trò chơi SHG Black Point
- Danh sách trò chơi Super A'Can
- Danh sách trò chơi Super Cassette Vision
- Danh sách trò chơi Takara Video Challenger
- Danh sách các trò chơi View-Master Interactive Vision
- Danh sách trò chơi Tapwave Zodiac
- Danh sách trò chơi Tomy Tutor
- Danh sách trò chơi Vectrex
- Danh sách trò chơiWatara Supervision
- Danh sách trò chơi XavixPORT
- Danh sách trò chơi Zapit Game Wave
- Danh sách trò chơi Zeebo

## Theo hãng phát hành
- Danh sách trò chơi Activision
- Danh sách trò chơi Atari, Inc.
- Danh sách trò chơi Atari, Inc. (công ty con của Atari, SA)
- Danh sách trò chơi Atlus
- Danh sách trò chơi Blizzard Entertainment
- Danh sách trò chơi Capcom
- Danh sách trò chơi Cygames
- Danh sách trò chơi Disney Interactive Studios
- Danh sách trò chơi Electronic Arts
- Danh sách trò chơi King
- Danh sách trò chơi Koei
- Danh sách trò chơi Kojima Productions
- Danh sách trò chơi Konami
- Danh sách trò chơi Namco
- Danh sách trò chơi Nintendo
  - Danh sách sản phẩm của Nintendo
- Danh sách trò chơi do Rockstar Games phát hành
- Danh sách trò chơi Sega
- Danh sách trò chơi SNK
- Danh sách trò chơi Sony Interactive Entertainment
- Danh sách trò chơi Ubisoft
- Danh sách trò chơi Xbox Game Studios

## Theo phần cứng
- Danh sách phụ kiện cho trò chơi điện tử theo hệ máy
- Danh sách máy chơi trò chơi điện tử chuyên dụng
- Danh sách máy chơi trò chơi điện tử cầm tay
- Danh sách máy chơi trò chơi điện tử gia đình
- Danh sách microconsole
- Danh sách máy chơi trò chơi điện tử phong cách cổ điển

## Theo ngày
- Danh sách trò chơi điện tử đang được phát triển

## Theo nhân vật hoặc loạt thương mại
- Danh sách loạt trò chơi điện tử dài nhất
- Danh sách phương tiện truyền thông .hack
- Danh sách trò chơi điện tử Beatmania
- Danh sách trò chơi điện tử Bleach
- Danh sách trò chơi điện tử Bomberman
- Danh sách phương tiện truyền thông Castlevania
- Danh sách trò chơi điện tử Dance Dance Revolution
- Danh sách trò chơi điện tử Digimon
- Danh sách trò chơi điện tử của Disney
- Danh sách Eamon adventures
- Danh sách phương tiện truyền thông F-Zero
- Danh sách trò chơi điện tử Final Fantasy
- Danh sách phương tiện truyền thông Final Fantasy
- Danh sách trò chơi điện tử ''Guitar Freaks'' và ''Drum Mania''
- Danh sách phương tiện truyền thông Kirby
- Danh sách phương tiện truyền thông The Legend of Zelda
- Danh sách trò chơi điện tử Mega Man
- Danh sách phương tiện truyền thông Metroid
- Danh sách phương tiện truyền thông Mortal Kombat
- Danh sách trò chơi điện tử Nancy Drew
- Danh sách trò chơi điện tử Naruto
- Danh sách trò chơi điện tử Pokémon
- Danh sách phương tiện truyền thông Resident Evil
- Danh sách trò chơi điện tử The Simpsons
- Danh sách trò chơi điện tử Sonic the Hedgehog
- Danh sách trò chơi điện tử Star Wars
- Danh sách phương tiện truyền thông StarCraft
- Danh sách trò chơi điện tử Story of Seasons
- Danh sách trò chơi điện tử Transformers
- Danh sách nhân vật Xenosaga
- Danh sách trò chơi điện tử có Miis
- Danh sách trò chơi điện tử WWE
  - Danh sách trò chơi điện tử WWE 2K

### Mario
- Danh sách trò chơi điện tử Donkey Kong
- Danh sách trò chơi điện tử Luigi
- Danh sách trò chơi giáo dục Mario
- Danh sách trò chơi giải đố Mario
- Danh sách trò chơi đua xe Mario
- Danh sách trò chơi nhập vai Mario
- Danh sách trò chơi thể thao Mario
- Danh sách trò chơi điện tử Wario
- Danh sách trò chơi điện tử Yoshi
- Danh sách trò chơi điện tử có Mario

## Theo tính năng
- Danh sách trò chơi điện tử thực tế tăng cường
- Danh sách trò chơi gacha
- Danh sách trò chơi video dựa trên vị trí địa lý
- Danh sách trò chơi điện tử lập thể
- Danh sách trò chơi điện tử hỗ trợ chơi đa hệ máy

## Theo khu vực

### Phát triển
- Danh sách trò chơi điện tử phát triển ở Argentina
- Danh sách trò chơi điện tử phát triển ở Armenia
- Danh sách trò chơi điện tử phát triển ở Úc
- Danh sách trò chơi điện tử phát triển ở Áo
- Danh sách trò chơi điện tử phát triển ở Bangladesh
- Danh sách trò chơi điện tử phát triển ở Belarus
- Danh sách Trò chơi điện tử phát triển ở Bỉ
- Danh sách trò chơi điện tử phát triển ở Brazil
- Danh sách trò chơi điện tử phát triển ở Bulgaria
- Danh sách trò chơi điện tử phát triển ở Cameroon
- Danh sách trò chơi điện tử phát triển ở Canada
- Danh sách trò chơi điện tử phát triển ở Chile
- Danh sách trò chơi điện tử phát triển ở Trung Quốc
- Danh sách trò chơi điện tử phát triển ở Colombia
- Danh sách trò chơi điện tử phát triển ở Costa Rica
- Danh sách trò chơi điện tử phát triển ở Croatia
- Danh sách trò chơi điện tử phát triển ở Síp
- Danh sách trò chơi điện tử phát triển ở Cộng hòa Séc
- Danh sách trò chơi điện tử phát triển ở Đan Mạch
- Danh sách trò chơi điện tử phát triển ở Ai Cập
- Danh sách trò chơi điện tử phát triển ở Estonia
- Danh sách trò chơi điện tử phát triển ở Phần Lan
- Danh sách trò chơi điện tử phát triển ở Pháp
- Danh sách trò chơi điện tử phát triển ở Đức
- Danh sách trò chơi điện tử phát triển ở Hy Lạp
- Danh sách trò chơi điện tử phát triển ở Hungary
- Danh sách trò chơi điện tử phát triển ở Iceland
- Danh sách trò chơi điện tử phát triển ở Ấn Độ
- Danh sách trò chơi điện tử phát triển ở Indonesia
- Danh sách trò chơi điện tử phát triển ở Iran
- Danh sách Trò chơi điện tử phát triển ở Ireland
- Danh sách trò chơi điện tử phát triển ở Israel
- Danh sách trò chơi điện tử phát triển ở Ý
- Danh sách trò chơi điện tử phát triển ở Nhật Bản
- Danh sách trò chơi điện tử phát triển ở Hà Lan
- Danh sách trò chơi điện tử phát triển ở Ba Lan
- Danh sách trò chơi điện tử phát triển ở Tây Ban Nha
- Danh sách trò chơi điện tử phát triển ở Anh
- Danh sách trò chơi điện tử phát triển ở Hoa Kỳ

### Bối cảnh
- Danh sách trò chơi điện tử lấy bối cảnh ở Afghanistan
- Danh sách trò chơi điện tử lấy bối cảnh ở Albania
- Danh sách trò chơi điện tử lấy bối cảnh ở Algérie
- Danh sách trò chơi điện tử lấy bối cảnh ở Ăng-gô-la
- Danh sách trò chơi điện tử lấy bối cảnh ở Argentina
- Danh sách trò chơi điện tử lấy bối cảnh ở Úc

## Theo thể loại

### Hành động
- Danh sách beat 'em up
- Danh sách trò chơi đối kháng
- Danh sách trò chơi bắn súng góc nhìn thứ nhất
- Danh sách trò chơi súng
- Danh sách loạt trò chơi platform
- Danh sách trò chơi bắn súng góc nhìn thứ ba

### Thông thường và câu đố
- Danh sách trò chơi điện tử nhóm
- Danh sách trò chơi điện tử giải đố
  - Danh sách trò chơi điện tử mê cung
  - Danh sách biến thể Tetris
- Danh sách trò chơi điện tử giải đố arcade

### Nhập vai
- Danh sách trò chơi điện tử nhập vai
- Danh sách trò chơi nhập vai trực tuyến nhiều người chơi
  - Danh sách MUD
- Danh sách roguelike

### Mô phỏng
- Danh sách trò chơi điện tử mô phỏng kinh doanh
- Danh sách trò chơi điện tử xây dựng thành phố
- Danh sách trò chơi điện tử đua xe
- Danh sách trò chơi điện tử thần thánh
- Danh sách trò chơi điện tử mô phỏng
- Danh sách trò chơi mô phỏng chuyến bay vào vũ trụ

### Thể thao
- Danh sách trò chơi điện tử bóng bầu dục Mỹ
- Danh sách trò chơi điện tử bóng đá hiệp hội
- Danh sách trò chơi điện tử bóng đá theo luật của Úc
- Danh sách trò chơi điện tử bóng chày
- Danh sách trò chơi điện tử bóng rổ
- Danh sách trò chơi điện tử Thể Thức Một
- Danh sách trò chơi điện tử chơi gôn
- Danh sách trò chơi điện tử khúc côn cầu trên băng
- Danh sách trò chơi điện tử đấu vật chuyên nghiệp được cấp phép
- Danh sách trò chơi điện tử NASCAR
- Danh sách trò chơi điện tử liên đoàn bóng bầu dục
- Danh sách trò chơi điện tử trượt tuyết
- Danh sách trò chơi điện tử sumo
- Danh sách trò chơi điện tử Olympic
- Danh sách trò chơi điện tử bóng chuyền
- Danh sách trò chơi điện tử WWE

### Chiến thuật
- Danh sách trò chơi điện tử 4X
- Danh sách trò chơi điện tử pháo binh
- Danh sách phần mềm cờ vua
- Danh sách trò chơi điện tử đại chiến lược
- Danh sách trò chơi đấu trường trực tuyến nhiều người chơi
- Danh sách trò chơi điện tử chiến lược thời gian thực
- Danh sách trò chơi điện tử chiến thuật thời gian thực
- Danh sách trò chơi điện tử chiến lược theo lượt
- Danh sách trò chơi điện tử chiến thuật theo lượt
- Danh sách trò chơi điện tử nhập vai chiến thuật

### Khác
- Danh sách trò chơi điện tử dựa trên trò chơi bài
- Danh sách trò chơi điện tử Cơ đốc giáo
- Danh sách trò chơi video giáo dục
- Danh sách trò chơi điện tử khiêu dâm
  - Danh sách eroge
- Danh sách game phiêu lưu đồ họa
- Danh sách trò chơi điện tử kinh dị
- Danh sách trò chơi điện tử âm nhạc
- Danh sách trò chơi điện tử ninja
- Danh sách trò chơi điện tử sinh tồn
- Danh sách trò chơi máy tính dựa trên văn bản
- Danh sách trò chơi điện tử ma cà rồng
- Danh sách trò chơi điện tử phương Tây
- Danh sách trò chơi điện tử trong Thế chiến thứ nhất
- Danh sách trò chơi điện tử trong Thế chiến II
- Danh sách trò chơi điện tử xác sống

## Bằng công nghệ
- Danh sách trò chơi điện tử bóng mờ

## Bằng giấy phép
- Danh sách trò chơi điện tử phần mềm tự do
  - Danh sách trò chơi bắn súng góc nhìn thứ nhất miễn phí
- Danh sách trò chơi điện tử mã nguồn mở
- Danh sách trò chơi điện tử thương mại được phát hành dưới dạng phần mềm miễn phí
- Danh sách trò chơi điện tử thương mại có sẵn mã nguồn
- Danh sách crossover trong trò chơi điện tử
- Danh sách trò chơi điện tử dựa trên anime hoặc manga
- Danh sách trò chơi điện tử dựa trên phim hoạt hình
- Danh sách trò chơi điện tử dựa trên truyện tranh
- Danh sách trò chơi điện tử dựa trên DC Comics
- Danh sách trò chơi điện tử dựa trên phim

## Theo loại người chơi
- Danh sách trò chơi điện tử hợp tác
- Danh sách trò chơi trực tuyến nhiều người chơi
  - Danh sách trò chơi trực tuyến nhiều người chơi miễn phí
  - Danh sách trò chơi bắn súng góc nhìn thứ nhất trực tuyến nhiều người chơi
  - Danh sách trò chơi chiến lược thời gian thực trực tuyến nhiều người chơi
  - Danh sách trò chơi chiến lược theo lượt trực tuyến nhiều người chơi
- Danh sách trò chơi trực tuyến nhiều người chơi miễn phí
- Danh sách trò chơi trình duyệt nhiều người chơi

## Bằng cách tiếp nhận
- Danh sách trò chơi điện tử bị cấm
- Danh sách máy chơi trò chơi điện tử bán chạy nhất
- Danh sách trò chơi điện tử bán chạy nhất
  - Danh sách trò chơi PC bán chạy nhất
  - Danh sách loạt trò chơi điện tử bán chạy nhất
  - Danh sách trò chơi arcade có doanh thu cao nhất
  - Danh sách trò chơi di động có doanh thu cao nhất
- Danh sách lỗi thương mại trong trò chơi điện tử
- Danh sách trò chơi điện tử gây tranh cãi
- Danh sách trò chơi điện tử bị thu hồi
- Danh sách trò chơi điện tử được coi là hay nhất
- Danh sách trò chơi điện tử đáng chú ý vì tiếp nhận tiêu cực

## Khác
- Danh sách trò chơi điện tử đắt nhất từng được phát triển
- Danh sách nhà sản xuất pinball
- Danh sách phần mềm sương mù
- Danh sách trình giả lập máy chơi trò chơi điện tử
- Danh sách trò chơi điện tử làm lại
- Danh sách trò chơi điện tử được coi là nghệ thuật
- Danh sách trò chơi điện tử bắt nguồn từ sửa đổi
- Danh sách trò chơi điện tử trong Bảo tàng Nghệ thuật Hiện đại
- Danh sách trò chơi điện tử đáng chú ý về chạy tốc độ
- Danh sách trò chơi điện tử có nhân vật LGBT